# Bolleberget
Bolleberget Bollnäs i Gävleborgs län rymmer en tidigare backhoppsanläggning, alpinbacken Bollebacken och längdåkningspår vid Bollnäs skidstadion. Bollebergets golfbana ligger nära alpinanläggningen, vid Bollegården.

## Backhoppsanläggningen
Anläggningen bestod av fyra hoppbackar, den största med K-punkt 90 meter. De mindre backarna hade K-punkt 60, 40 och 20 meter. Backrekorden i backarna var 97, 62,5, 43,5 och 18 meter. 
De tre mindre hoppbackarna i Bolleberget restes 1964. Största backen byggdes 1987 inför svenska mästerskapen 1989 som arrangerades i Bolleberget och som vanns av Jan Boklöv. 1969 arrangerades junior-EM i K60-backen. Tävlingen vanns av Hans-Georg Aschenbach från Östtyskland. Junior-VM 1969 i nordisk kombination arrangerades i Bollnäs. Rauno Miettinen från Finland blev junirorvärldsmästare. En deltävling i världscupen arrangerades i backen 1991. Moderniseringar utfördes 1995, men backen har inte använts sedan 2001 och är för närvarande avstängd. Bland backhoppare från Bollnäs kan nämnas bröderna Staffan och Per-Inge Tällberg.
| Datum       | Vinnare               | Andra plats              | Tredje plats                   | Tävling   |
| ----------- | --------------------- | ------------------------ | ------------------------------ | --------- |
| 6 mars 1991 | Stephan Zünd, Schweiz | Risto Laakkonen, Finland | František Jež, Tjeckoslovakien | Världscup |

## Bollebacken
Bollebacken är en alpin skidanläggning med fem nedfarter och tre liftar. Anläggningen drivs av skidklubben Bollnäs Alpina Klubb med stöd från Bollnäs kommun. Friluftsfrämjandet skapade den första backen som togs i bruk 1949. Linbana kom på plats tolv år senare. Backen byggdes ut samtidigt med Norrlandsporten och Orfabacken på 1970-talet men är den enda av de tre som finns kvar idag.